# 少花箭竹
少花箭竹（学名：Fargesia pauciflora）为禾本科箭竹属下的一个种。

## 扩展阅读
- 維基物種上的相關：少花箭竹